# Долгоєво
Долго́єво (рос. Долгоево) — присілок в Глазовському районі Удмуртії, Росія.

## Населення
Населення — 3 особи (2010; 0 в 2002).